# راينا (إسبانيا)
بلدية راينا (بالإسبانية: Reina)‏ إحدى بلديات مقاطعة بطليوس، التي تقع في منطقة إكستريمادورا, والتي تقع في غرب إسبانيا. يبلغ عدد سكانها 217 نسمة وفقاً لإحصائية سنة (2002).